# 天上天下
『天上天下』（てんじょうてんげ）は、大暮維人による日本の漫画作品。『ウルトラジャンプ』（集英社）において1997年第11号から2010年第9号まで連載された。2004年にアニメ化され、テレビ朝日系の一部で放送された。2020年9月時点でコミックス累計発行部数は1300万部を突破している。

## 概要
俗に言う「学園バトル漫画」。特殊な力を宿す高校生の不良少年、正反対な性格をした常人の武道家の少年を主人公に、様々な戦いや人との関わりを通して成長を遂げるストーリー。また、独特の格闘技が登場するのも特徴。
学園でのバトルシーンが多く描かれている一方、部活動での合宿や、みんなで町に繰り出すといった等身大の高校生らしい日常も描いた、シリアスとコミカルを併せ持った作風が特徴。また、暴力シーンや流血・レイプなどのグロテスクな描写や、エロ・下ネタやブラックジョーク・ギャグなどの描写も多く盛り込まれる。

## あらすじ
百余年の歴史を持ち日本中の武道家の子弟が通う統道学園、そこは戦国（パラダイス）だった。強大な力で学園を支配する執行部に対し、新入生3人が加わり総勢7人の柔剣部が戦いを挑む。
それはまた、数百年に渡り日本の武道界を裏で支配する謎のフィクサーとの時代を超えた因縁の対決の始まりでもあった。血ぬられた宿命、叶わぬ想い、取り戻せぬ命。この戦いの最後の勝者とは。

## 登場人物
凪宗一郎（なぎ そういちろう）
異能側の主人公。統道学園1年。6月8日生。T：165cm、W：58kg。血液型：B型。
赤羽の龍門の一つである「龍拳」を持つ一族・凪家の長男。龍拳とは敵の氣を食らい自らの物とする能力（具体的には敵の異能を奪う。また、穹の水龍を奪ったことから正確には龍門を奪う能力である）。また、外氣を喰らうことによって、膨大な氣を得ることができることから、無限の氣を有すると言われる。
飛翔鳳凰十二神将赤羽筆頭、籠宗魄と第三十二代目凪家当主、真貴子との間に誕生。直後、父・宗魄は行方を晦ます。幼少の頃、生まれによるイジメを受けたためもあってか、不良になった。統道学園入学後は己の弱さを知り、柔剣部への入部を決意。得意技は真夜から学んだ「鍛針功」のほか、十二宗家前当主達による特訓で「龍門（チャクラ）」を開いて覚醒させた「龍拳」である。
生来の荒々しい気質だけでなく、母を気遣う優しさも持ち合わせる性格が描かれており、母親の事を常に気遣う様子が頻繁に見て取れる。また、認めた相手には仲間や友人として親しく接する様子を見せた。
女性に対してはシャイな一面を持ち、棗亜夜に関わるまで女性に対する免疫がなかった（童貞）。入学当初は、親友のボブと「爆拳（ナックル・ボム）」というコンビを組んでおり、学園をシメるため乱闘騒ぎを起こした。それを棗真夜が止めに来た際に一撃で投げ飛ばされ、彼女に一目惚れする。一方で亜夜と共に行動する過程で彼女の心に触れ、惹かれつつある。
宗魄の策略で穹の橙輪水龍や志鶴の緑輪風龍などを喰らい、黒龍と化し始めていた結果、異能の力は高まり続け、相良との再戦では龍拳を使わず、力量の差（殺意のイメージ）を見せるだけで圧勝している。
天覧武会予備選前からヘアスタイルが短髪となり、犬江新太夫に目を抉り出されたために右目に眼帯を着けている。その右目には父親である寵宗魄浄雲が潜んでおり、内面で行われた闘争の果てに宗魄と宗一郎は一つとなり、彼に集められた力と宗一郎の肉体をもって、三柱の神の一人"我王紀士猛速凄乃男身命" - 「真の武・"凄王"」は誕生をみる。
「凄王」となった後、光臣との戦いの最中で凄王の精神体の中で抵抗を続けていたが真貴子の死をきっかけに暴走するも、壱夜と天照の龍門により鎮められた。その後、「焰龍の龍門」によって屍や猩を生き返らせ、世界中の異能の力を狩る（身の内に取り込む）ために姿を消す。姿を消す際に自らを倒しうる“月”となる存在に雅孝を見出し、「次に会う時、自分を生かしも殺しもできるほどに強くなっていろ」と約束を交わす。
行方を眩ましてより半年後の冬、世界中を旅した彼はその身に三千六百を超える異能の力を喰らった事で、自らの力が抑えきれなくなる。この時点で「天照」の力をもってしても、その力は半分すら削ぐ事は出来なくなっていた。そして雅孝と執行部会長選抜戦を舞台に、最後の戦いを繰り広げる。有り余る力で雅孝を圧倒し右手も切断するが、根幹のスタイルは以前と変わらぬチンピラのままであり、撃ち終わりの隙を突かれて鍛針功を撃ち込まれる。と同時に精神世界では、その雅孝から届けられた一撃を以って、互角にして同一の存在である宗魄を一手上回る。そのまま宗魄と共に消え去ろうとするが、割って入った真夜の持つ勾玉の龍門に全ての異能を浄化されてしまう。そして真夜の最期の言葉を胸に、自分は現実世界へと帰還した。
棗亜夜（なつめ あや）
統道学園1年。ヒロイン。真夜の妹。3月10日生。T：162cm、W：43kg。B：96cm、W：50cm、H：81cm。血液型：AB型。
万物の気を感じ取り、過去・現在・未来を見通す異能の力「龍眼」を持つ。剣術に長けており、姉に及ばないものの相当な技量の持ち主である。
2年前の出来事を描いた「過去編」にも1シーンだけ登場し、異能の力の才を見せている。統道学園入学初日に柔剣部に入部して、自身の運命を大きく変える凪宗一郎と出会う。
棗家の時代遅れの家訓を頑なに守ろうとするなど、生真面目で一本気な性格である。入部当初は精神的な面での弱さが目立ったが、宗一郎から「己に勝ること」を諭されて自身の迷いを断ち切り、大きな成長を果たした。
事実上、この世で唯一“式刀”零毀を発動させる事が出来る人物であるが、自身の力だけでは発動させる事はできず、姉の氣を全て使い、自らが身動きできなくなるほど疲労困憊しても、たった一度しか発動できなかった。
宗一郎に心底惚れており、妻になることが目標であり、「宗一郎様」と呼ぶ。彼に全く相手にされていなかったことに気付かなかったり、雅孝に惚れられていることに気付かないのは、その性格のためである。宗一郎に対しては、彼の本意を知って一度失恋を経験したものの、時に厳しい言葉をお互い掛け合う関係を次第に築きつつある。また、姉に対しては彼を巡ってライバル心を燃やす。かつては彼らの心が近づいていくことを龍眼で知るたびに嫉妬心に駆られ、全てを知ってしまう自身の力に苦悩していたが、真夜との直接対決以降大きな心境の変化を果たす。
屍妙雲比呂彦との戦いを経て、龍眼の力を更に研ぎ澄まし、その力は更なる高みへと至った。宗一郎の中に宗魄が潜んでいる事を知りながらも自身の気持ちを抑え、彼を信じて機をうかがっている。そして彼女の力と零毀の導きにより、柔剣部の面々は宗一郎の精神内において凄王の誕生を目撃する。
宗一郎の精神の中で、真貴子と柔剣部の面々とともに、宗魄と対峙。全員の力を合わせて千姫の氣と力よりできた零毀を突き刺すことに成功する。しかし、その最中で、二千年前に宗魄が壱夜を殺した影響が現れ、閉じかけた宗一郎の精神の中で壱夜の死を見届けた。
棗真夜（なつめ まや）
統道学園3年。柔剣部部長であり、もう一人のヒロイン。亜夜の姉。8月20日生。T：170cm、W：49kg。B：92cm、W：53cm、H：84cm。血液型：B型。
触覚のような髪を持つ銀髪と広島弁っぽい口調が特徴的。一人称は「儂」（目上の人に対しては「私」）。当初はロングヘアだったが五十鈴との対決で髪を切られ、一時期はセミロングとなる。
赤羽の龍門の一つである「龍眼」を持つ棗家の長女だが、異能の力は見られず、それ故自身を「棗家の落ちこぼれである」と思っていたが、後に、あらゆる気を中和して無効化する能力「アマテラスの龍門」を有することがわかった。
剣術・体術に優れており、棗剛真流皆伝の腕前。愛刀は虎徹。木龍の龍門を持つ。容姿端麗で文武両道のため、学校中の男子・女子問わずファンが多いが、普段は氣の無駄な発散を防ぐため身体操術「棗流功氣煉法弐拾参（なつめりゅう こうきれんほうにじゅうさん）」で幼女の姿をとっている。これにより戦闘で相手に本来の姿で捕らえられた際、幼女の姿になってすり抜けるといった事も可能。だが、柔剣部の部員達とボウリングをしに行った際等は本来の姿をしており、彼女自身も幼女の姿を「不便な体」と認識している。柔剣部部長として厳しく部員を鍛えており、特に宗一郎に対しては強い期待を抱いている。
かつては光臣と恋人に近い関係であり、敵対する現在でも彼への深い愛情は消せない様子だが、常に何かを背負っている彼女は自身の想いを表に出せない状況にいる。ちなみに過去編で起きた内容でレイプにあったかないかで読者の間でよく議論されたが、同作者が7巻発売後に出した同人作品「G3 Vol.2」でそれを否定するコメントを残している。
鉄人との戦いでのダメージの大きさと、零毀の発動により氣を限界以上に使った事で半死半生の状態となる。その後、蛍家の龍掌により肉体だけがなんとか生きている、いわゆる植物状態が続いていたが、文七によって連れ出された高柳家本部にて、光臣とスサノオの戦闘中に真貴子が龍拳によって集めた膨大な量の氣を胸の勾玉の龍門に注ぎ込まれたことにより復活。「勾玉の日ノ巫子・"天照"」として覚醒を果たした。
宗一郎と雅孝の最終決戦では、自らの中に蓄えた勾玉の龍門の力により宗一郎の異能を押さえつけ、雅孝を援護する。同時に亜夜とともに宗一郎の精神世界へと旅立ち、宗一郎を加えた3人で宗魄と対峙する。そして宗魄と共に滅ぼうとした宗一郎をかばい、宗一郎の異能と宗魄を勾玉の龍門で浄化して死亡する。
高柳雅孝（たかやなぎ まさたか）
常人側の主人公であり語り手。統道学園2年。道現の子、光臣の弟。T：172cm、W：65kg。血液型：A型。
戦闘スタイルは心意六合拳を主に様々な中国拳法を織り交ぜた我流で、高柳家では幼少時より武道の英才教育を受けて育っており、心意六合は『心意六合金剛体法』と呼ばれる中国武術の秘技を扱えるほど卓越している。柔剣部のサブリーダー的存在で、真夜が離脱してからは部の纏め役となる。宗一郎・ボブに武闘家として次元の違いを見せつけた最初の人物。他の猛者とは違い異能の力を持たない。
作中では損な役回りを受けることが多く、男性としても情けない面が強調される場面も多いが、宗魄や光臣に翻弄される柔剣部や「普通の人間」の中で素直な性格と良識、常識のバランスを保ち続けている。暮井のデータでも「最もバランスが良い人物」と評され、優しく穏やかな性格で、その性質を亜夜は龍眼を介し「激流をも優しく包み込む静寂の水面」と形容していた。その人柄は商店街の人々に慕われ、学園内にも彼の女性ファンは多く、悪鬼羅刹に投じていた兄の心すらも優しく包み込んだ。
亜夜を想っているが全く相手にされず、妄想を膨らまし悶々とした日々を過ごす（こちらも童貞）。宗一郎との決戦前に亜夜に想いを伝えるが、「宗一郎様が居なかったらセンパイを好きになっていた。」、「宗一郎様が宗一郎様で、センパイがセンパイだから」とフラれてしまう。一方、円からは好意を寄せられているが、本人は全く気付いていない。クズ男曰く、「春の訪れにも気づかず寝こけるカエルのような男」。
高柳家の次男に生まれ、光臣の意向と自身の意思により2年前のクーデターを機に宗家とは離別、以後、総頭の座を追われた父の道現と共に安アパートで暮らしている。高校入学後は光臣を意識して、反執行部筆頭である柔剣部に入部する。宗魄の術で操られた円に勝利し、強化された虎を圧倒するなど、戦いを経ながら更に実力を磨いていく。異能の者達の戦いの傍ら、「人」として「真の武、強さとは何か？」という問の答えを見つけようとしている。本来は凪一葉顕悟の計略たる「運命の環」には組み込まれていなかった人間だが、高めてきた自らの力と育まれてきた強靭な意志で自分が座る席を作り、更に運命の輪を潰そうとするイレギュラーとも言える存在。最終的には最強の一席に自らの意思で座する事となる。その技術は、籠宗魄をして「真の武」を意識させる程のもの。
執行部とのバランサー（引いては柔剣部の盾）となっていた文七の敗北と、柔剣部の分裂状態の中で宗一郎と対話し、兄との決着の為に高柳ツインタワービルへと向かう。その際に単身、わずか「九歩分の歩み」で執行部を下し、光臣との対決を迎えるが、最中に覚醒した凄王との戦い、そして天照の誕生を目撃したことでこれまで「兄が戦ってきたもの」を理解する。高柳ツインタワービル倒壊後時に、宗一郎を止めるためだけに｢人として最強の座･月読」の座に着く事を決意する。そして凄王となった宗一郎と、異能の力によって咲き散った桜が咲く頃までに、殺しも生かしもできるほどに強くなっていることを約束した。
宗一郎との最終決戦では、光臣をして「かつて神の領域に踏み込んだ自分より遥かに強い」といわれるほど強くなっており、赤羽の教えによって身に着けた対処法により序盤は互角の戦いを演じる。しかし異能の力を更に解放し始めた宗一郎に圧され、右手を輪切りにされてしまう。直後、宗一郎のケンカのやり方を奪う様な特有のフェイントを織り交ぜ、左手で渾身の鍛針功を撃ち込み勝利する。この一撃は「運命の環を外側から破壊する一撃」であり、精神世界で宗魄と対峙する宗一郎の逆転の一手となる。
失った右手は又左の援助で機械駆動の義手を着け、切り裂かれた顔の傷は横一文字として残った。柔剣部主将に就任し宗一郎との戦いに勝利した事により執行部会長となる。
ボブ牧原（ボブ まきはら）
統道学園1年。宗一郎の相棒。T：187cm、W：96kg。血液型：O型。
黒人のハーフで、カポエイラをベースにした格闘術を得意とする。宗一郎と共に統道学園を締めるための乱闘騒ぎを起こしたが、真夜や雅孝の闘いぶりを見て自らの未熟さを知り柔剣部へ入部することになる。身体能力に恵まれ、黒人特有のしなやかな伸びのある筋肉とバネを有し、格闘家としての素質は光臣が惚れ込み執行部にスカウトするほど。直情型の宗一郎とは違い、物事を冷静に分析するクールさも持ち合わせている。
学園内で宗魄の命を受けた圓家の現当主・円の闇討ちに遭い、重傷を負いながらも自分のファイトスタイルに音楽が深く関係しているという重大な事実に気づき、ようやく自身の秘めるポテンシャルの高さを示す。その際、伸び悩んでいた自分と宗一郎との力の差を痛感した上に、光臣が自分の潜在能力について高い評価を下しているという事実を五十鈴から聞かされ、一時は柔剣部に所属している事に疑問を懐きかける事もあったが、後に自らの意志で柔剣部へと戻る。
本編の物語から5年後、硬気功とすべてのリズムと同化する術を持って円と戦い、勝利する。この時点で千秋に子供が生まれているが、それでも無職だった。
登場当初はドレッドヘアの長髪だったが、中盤、円との戦いで切られてしまい剃り込みが入った短髪になり、その後猛烈な勢いで伸びてアフロになった。鴻ノ池千秋とは恋人同士であり同棲中。巨根である(雅孝の4倍あると本人は言っており、菅野の取り巻きの女子達からも「アナコンダ」と比喩されている)。
菅野影定（すがの かげさだ）
統道学園3年。通称クズ男。柔剣部創設メンバーの1人。女子生徒内で親衛隊が出来る程のイケメンで、その中でもスガラー四天王と呼ばれる4人の女の子とよく行動を共にしている。戦闘スタイルはボクシング。
入学当初は自身がクラスでもダントツに強いと勘違いしていたが、師範（学園教師）に一喝された挙句、真夜にボコボコにされ、統道学園の厳しさを知る。その際、教師に命名された「クズ男」が愛称となる。
2年前の柔剣部創設時に真夜に強制的に入部させられたが、一度も勝ち星を挙げることができなかった。さらに執行部会長決定戦で慎の暴走に巻き込まれ重傷を負い、光臣への恐怖とともに異能の力や戦うことに恐怖を覚えてしまう。周囲のレベルが高すぎたため、柔剣部メンバーの中では埋もれがちであり、2年間も他人と戦うことはなかったため、部内・部外の評価は共に低かった。しかし、その間に人知れず鍛錬を積んできており、宗一郎を一撃でダウンさせたり、第伍柔術部のレギュラー4人を沈め、それなりに高い戦闘能力を有している。更に学園有数の実力者で異能者レベルまで強化された小海川相手に、善戦し引き分けるなど、普通人が異能者へと立ち向かう意地と信念を見せ付けた。
宗一郎との出会いで心の底に澱んでいた想いを取り戻す。柔剣部に復帰後は真夜のために奮起を誓う。
暮井新一郎（くれい しんいちろう）
統道学園3年。柔剣部副部長。通称グレイ。マクドナルド勤務の彼女がいる。身長100cm。情報収集・分析能力に長け、柔剣部の智謀の要である。その容姿や言動・行動から、宇宙人と間違われ、初登場時には宗一郎とボブ、亜夜に捕獲されかけた。彼女持ちで非童貞の為、雅孝と影定にその事に対してしつこく追求された。
太陽拳（単なる車のハイビーム）を使い、颯との戦闘時に効果を発揮するなど発想力が高く、分析能力と合わせて高い推理力としても発揮される。パソコンや電子機器の扱いにも長けている。戦闘能力・スタイルは不明だが、柔剣部の修行では波動拳も披露した。ディクレル星人に似ているが、一応は人間らしい。口癖は「ピョッ!?」。
鴻ノ池千秋（こうのいけ ちあき）
ボブの彼女で同棲中。宗一郎や亜夜の姉御のような存在。彼らより一つ上の高2（総集編より）。ボブとの信頼関係は厚く、深い愛情を持って彼と行動を共にしている強い女性。そもそも統道学園の生徒ではなく柔剣部の部員でもないが、歓迎会に参加していたり、ボブを通じて柔剣部メンバーと親交がある。かつては柔剣部と執行部の確執に巻き込まれ、竜崎にコインランドリーでレイプされた。そのことで真夜を恨んだこともあったが、文七に彼女の過去を教えられ和解する。

### 執行部
高柳光臣（たかやなぎ みつおみ）
過去編の主人公。
統道学園3年、執行部会長にして現高柳飛翔鳳凰武領総頭。雅孝の兄。冷徹な勝利へのロジック、強固な組織力、それらを圧倒的な力で束ねて統道学園を支配している。
宗一郎や真夜が使用する「鍛針功」は元々高柳家に伝わっていたもので、彼はさらに強力な「我王双龍炎烈掌」を放っていた。ボブをも上回る巨躯と筋肉を身に付けた肉体を誇る。彼は過去のある状況で棗真夜に駆け寄ろうとした際に棗慎が光臣の心臓に龍気を穿ち、脈動が異常に速くなってしまっていた。そのため3分以上の戦闘は無理だが、副作用として人より遥かに上回る圧倒的な身体能力や反射神経を得ている（真貴子によれば「神の領域」）。しかし急激な体の酷使は自らの寿命をも縮め、もうあまり彼には寿命が残されていない。彼は残された命で最後の目的を果たす手段を探っている。
父である道現に対してこの超人的な力を持ってクーデターを起こし、高柳家の持つ力の全てを手に入れた彼は、その力を持って異能力者に対する計略を立て始めた。
かつての恋人（に近い関係）である真夜のことを今でも想っているが、現在は敵同士という立場のため、あまり表にはその感情を出さない。また、弟である雅孝が宗魄の策略による「運命の輪」に関わる事を良しとせず、意図的に事態から遠ざけようとしている側面も見せている。
死期が近づき、その想いを執行部に託そうとしていたが、彼をこの世に繋ぎとめようとする文七や雅孝と戦い、さらに現れた凄王との戦いの中で戦うことの喜びを知り、また生きたいという想いを取り戻した。
高柳ビルの一件後、雅孝との戦いで雅孝によって撃ち込まれた心臓への一撃によって、心臓の肥大が消えた。雅孝に礼を言い、自分の道を征けと拳を合わせた。予備戦後の冬には無事退院し、入院生活の影響もあって筋肉の鎧は削げ落ち2年前に近い風貌になった。兄として雅孝の身を案じ、宗一郎との戦いを避けるよう提案したが、雅孝の言葉に諭され弟の意志を尊重。互いの席を理解し合い、兄弟の絆を取り戻す。
先祖代々服のセンスが悪いらしく、コートは非常に派手でヤクザに間違われ、雅孝が宗一郎と戦う時のためにと用意した伝統の戦闘服には豪華な鳳凰の刺繍が入っていた。
オバケだけはダメらしい。
髪の色は白髪だが、2年前は金髪だった。アニメでは髪の色はミントグリーン。
宗一郎から見てその風貌はジョジョの登場人物であるディオに似ているようで「ディオ」と裏で言われた事もあった。
俵文七（たわら ぶんしち）
統道学園3年。二度留年している20歳（独身）。風体はチョイ悪オヤジ風。執行部顧問という位置にいるが、彼自身は中立である。
武術の心得はないが、天性の豪腕と驚異的な打たれ強さ、野生動物並みの動体視力と反射神経を誇り、戦闘力は作中で最高クラス。自身の天性のみで修練を積んだ者たちを圧倒する「生まれついての絶対的強者」である。その豪腕から「ダブルインパクト俵」の異名を持ち、パンチ力は突進してきた車を一発で吹き飛ばすほど。他にも「統道最強のド素人」「エクソシスト俵」など数々の異名を持つ。過去編では龍眼の力に呑まれた慎と対峙し、ボロボロになりながらも勝利した。このことから作中で唯一、異能の者相手に己の力のみで勝利した普通人でもある。その後、籠宗魄に操られて強化された虎を一撃で下している。彼自身も宗魄の企みには薄々感づいており、雅孝やクズ男に助言を与えながらも事態の推移を見守っている。趣味はナンパと釣り。
学園生活をエンジョイすることに拘る風来坊だが、その一方で頼りにされ、親友のために死より勝る恐怖すら超えるナイスなタフガイ。いつもは前髪をかき上げているが、本気を出す際は前髪を下ろす癖がある。「くっだらねぇぜ」が口癖。
いまだ昏睡状態の真夜を伴い、死期が迫った光臣を説得するために高柳家の本部に殴り込みをかけ、（猩が化けている）光臣と互角の闘いをするも背後から本物の光臣に襲われ重傷を負う。残った力を振り絞り光臣に一撃を与えるも、自身の優しさゆえに拳を振り抜かず、自ら光臣の拳を受け力尽きた。
光臣によって重傷を負わされていたが、生きており、意識を取り戻した状態で病院に運ばれた。
五十鈴絵美（いすず えみ）
統道学園3年。執行部副会長。縦ロールヘアーが特徴的。普段の見かけはスリム体型だが、実は超肥満体であり、彼女自身はその姿がコンプレックスである。身体操法により氣を使って脂肪を体の中に折り込んでおり、その脂肪の隙間のいたるところに暗器を隠し持っている。ほぼ無尽蔵の投げクナイを駆使する。
高柳家筆頭御庭番の五十鈴家に生まれ、高校1年時に真魚の部下として慎の監視に従事していた。1年時は文七や虎瀉殷に相手とされなかったり、慎の暴走に巻き込まれたり散々であったが、後に執行部副会長となる。副会長就任後は神楽坂や田上を部下に持ち、少し態度が横柄となるが、相も変わらず文七には頭が上がらない。あくまで高柳家の下の家であるからか、道現に対して萎縮している。
武闘家としての腕は真夜や円相手に善戦する程。暗器を隠し持つ技術は大量の食料の収納に使われることもある。
上述の慎の暴走の際に光臣に助けられ、それを機に光臣を敬愛するようになり、彼の体を一番気遣っている。光臣への思いもあり、真夜へは複雑な感情を有している。副会長となった現在、田上と共に光臣に最も信頼されており、統道学園と将来の武道界を託された。
神楽坂忍（かぐらざか しのぶ）
統道学園3年。オカマのキックボクサー。光臣の親衛隊長という地位にいるものの楽天的な性格のため、忠誠心は薄い。ただし、光臣と文七の戦闘時には他の執行部部員と同じように、光臣と生死を共にする覚悟を示した。足の爪が剥げて無くなるまでトレーニングを行うなど隠れた努力家であり、立ち技だけなら学園最強クラスと言われている。
田上士郎（たがみ しろう）
統道学園3年。自分を現代の侍だと自負している神夢想田神流棍術の使い手。執行部3番隊隊長であり学園内序列9位であるが、ボウリング場での決戦時に龍眼を発動した亜夜に殺されかけた。また次回の登場時には穹の攻撃で風穴を開けられて敗北する。五十鈴が好きだったが真の姿を見てショックを受ける。実力は高いが作中では対戦相手が悪い（恐ろしく強い）事が多く（龍眼を持つ亜夜、Fの一人の穹、雅孝など）、良い所なしとなっている。しかし、自らの血肉を使えというほど光臣に忠誠を誓っており、五十鈴と共に将来の武道界を託されている。フェミニスト。
相良浩治（さがら こうじ）
執行部執行人。巨漢のレスラー。プロレス研究部存続の保証と引換えに光臣に従い、執行部の意向に背く生徒への制裁執行人となる。同じ執行人でありながら棗真夜に敗れた竜崎を「罪」として制裁を加える。その後、ボウリング場での決戦に参戦するが、最後は宗一郎の鍛針功の前に破れる。執行人として活動するときはマスクを被り「サーガ・マスク」と自称する。執行部の予備選登録メンバーから漏れたため、予備選前日、ターミネーターのテーマをバックに宗一郎に再戦を挑むも、内臓を吹き飛ばされるイメージと共に既に次元の違う実力を見せ付けられ、闘わずして敗北した。
高柳ビルの凄王との戦いに遅れて登場し（本人は、新しいマスク(手縫い)を用意するために遅れたと言っている）、手助けした。
竜崎勤（りゅうざき つとむ）
執行部執行人。得意技は「炎氣」を練り繰り出す事で、実際に着火させる事が可能。上昇思考が極めて強く次期会長の座を狙っており、現会長の弟である雅孝をライバル視している。まだチンピラだった宗一郎とボブを柔剣部に関わる者として制裁を科し、千秋をレイプした。その後、真夜の制裁撤回の申し出を拒否したため、彼女の逆鱗に触れて倒される。その事が原因でサーガ・マスクの制裁を受け入院、更にお礼参りに来た宗一郎とボブによって半殺しにされる。
縞左近（しま さこん）
執行部1番隊隊長。髪型はリーゼント。執行部の部下の足並みを揃える役割を持っている。五十鈴によれば、実力は「あてにできないレベル」。回想では、剣道の防具をつけている様子がある。
ファミレスで雅孝とたまたま居合わせ、そこに折り合い悪く五十鈴から文七が乗り込んできた連絡が入り、拳で口を割らされ雅孝に高柳ビルの件を伝えることとなった。
伊達（だて）
執行部2番隊隊長。五十鈴によれば、実力は「あてにできないレベル」。

### 他部
マランツ＝田所＝ゴンザレス（マランツ・たどころ・ゴンザレス）
ボウガン同好会部長。五十鈴と取引して柔剣部を足止めする。
小海川瞳（こうみかわ ひとみ）
第伍柔術部部長。華麗なグラウンドテクニックを持ち、「水中花」の異名を持つ。昨年の「踏まれたい女」ランキング第2位（1位は五十鈴）。口癖は「うっざいんですけど?」。
具志堅薫（ぐしけん かおる）
颱道部部長。変幻自在の奇襲技を得意とする。背が小さい。さくらんぼのヘタを舌で結べる。
麹町兼照（こうじまち かねてる）
甲冑格闘（アーマークラシオン）部部長。序列23位。カブトムシ好き。
阿羅漢聖人（アラハン せいと）
沙林寺拳法部。濃い顔の持ち主。部員に恵まれない。

### 過去編の登場人物
棗慎（なつめ・しん）
統道学園3年（当時）で賊「KATANA」のヘッド。真夜と亜夜の兄。当時の執行部会長。異常なまでのシスコンで、真夜の事を恋人のように想っていた。それは真夜への依存であり、同時に彼女への苛烈な保護という形で示されていた。
棗三兄妹の中で「龍眼」を受け継いでいるのは慎と亜夜であるが、特に色濃く強大な力が顕在化していたのは慎である。かつて自分の両親を殺した後、籠宗魄のもとへと連れて来られて利用されそうになったことがあり、そこを高柳道現によって助けられる。幼い頃からずっと龍眼に囚われ続け、幾度となく力を暴走させてきた。
自分の最期を龍眼で予知したことと真夜を失う恐怖が慎を魔の虜にして、遂には唯一の安息の地であった「KATANA」のメンバーにまで手をかけ全員を再起不能に追いやってしまう（中心メンバーを失った「KATANA」はそのまま解散となる）。最期までその力には勝てず、光臣との執行部会長決定戦の後、自ら長針を耳の中に突き刺し自害する。
炬鉄人の左目は凪真貴子の目が移植されているが、その目には本来入るはずだった棗慎の龍は取り込まれておらず、不完全な物となっている。
葛葉真魚（くずのは まな）
統道学園3年（当時）。葛葉家は「御庭番筆頭」として高柳家に仕えてきた一族である。
高柳道現の命令により慎の恋人を演じつつ彼の「魔」を監視していたが、そのうち本当に慎に惹かれていく。周囲には慎の性的玩具と見なされていたが、実際には手は出されていないらしい。真夜を愛する慎を想い、互いに惹かれ始めていた光臣と真夜の仲を裂くため、光臣を誘惑して強引に肉体関係を持った（光臣に慎の本性を伝えるためでもある）。
光臣と慎の決着の場で、龍眼を封じたために一方的にやられる慎を庇う。その後、龍眼の力が暴走した慎は自我を失い、光臣を倒し、文七やクズ男などの周りの人々を襲い重傷を負わせた。真魚も暴走した慎によって致命傷を負い、正気に戻り嘆き悲しむ慎と共に逝く。
真田真裕（さなだ まさひろ）
坊主。中学時代は「五中の赤い雀鬼」と恐れられる。棗慎をからかったため、彼に一撃で倒される。
「KATANA」狩りによって多くの「KATANA」構成員を倒していた当時の真夜を圧倒した。
猪里弾（いのさと だん）
当時序列3位。ジュンファングンフーの使い手。打倒柔剣部のため、統合部を編成する。元ネタはブルース・リー、名前はその弟子のダン・イノサント。
須子振男（すこ ふりお）
当時序列5位。第参空手部主将。打倒柔剣部のため、統合部を編成する。元ネタはフランシスコ・フィリォ。
地風炎（ちかぜ えん）
当時序列6位。籠拳部主将。打倒柔剣部のため、統合部を編成する。元ネタはアース・ウインド・アンド・ファイアー。
金北流川（かなきた りゅうせん）
当時序列8位。第壱剣道部主将。打倒柔剣部のため、統合部を編成する。
第壱剣道部は新陰流を元としている。性根の腐った弟も登場する。弟は北辰一刀流。
桜葉一志（さくらば かずし）
当時序列9位。アフガン・レスリング部主将。打倒柔剣部のため、統合部を編成する。元ネタは桜庭和志。

### 赤白の十二神将
別称「飛翔鳳凰十二神将」

#### 白羽六宗家
武道に秀でた名家。
彼らの現当主は「F」として光臣に与しているが、実際は寵宗魄が裏で糸を引いている。
赤羽六宗家との明確な違いは能力の有無。白羽は異能の能力を持たず（ただし龍門は存在している）、打撃攻撃や武器を用いて闘う。
兜（かぶと）
元々は軍師として働いていた一族。
兜克美（かぶと かつみ）
見た目は筋肉質。白羽衆六宗家筆頭として纏め上げるはずのようだったが、赤羽衆から「うつけ」と陰口を叩かれ、一対一での格闘を「匹夫の蛮技」と蔑んでおきながら、宗一郎にはボコボコに殴られていた。その後、利用しようとした撤仙からは全身がサボテンのようになるまでダーツ塗れにされ、まったくいい所が無い。ほぼ故人のような扱いになっていたが、生き延びており雅孝と宗一郎の戦いの際には棗家周囲の住民の人払いをしていた。野心を持って見下していた事を光臣には見抜かれており、平身低頭して従っていた。
穹（いしゆみ）
元々は弓部隊を率いていた一族。合戦時には戦の開始を告げる鏑矢を放っていたと考えられる。
穹撤仙（いしゆみ てっせん）
現当主。非常に美しい容姿の男。一人称は「僕」「俺」。Fの一人。
Fの一人として近代の科学技術を応用した技を使う他、水龍の龍門を持ち、水滴に氣を込めて、弓の如く投射する術を持っていた。弓の理念から外れた人を殺さない技をしかし必要と言ってくれた光臣の人柄にFの中では唯一ほれ込み従っていたが、宗一郎と一戦交えた際に龍拳の力によって橙輪水龍の龍門が喰われてしまい、能力を喪失。その後、逃げ延びて近づいてきた兜の話を聞かず、ダーツを撃ち込むほどに性格が変わっており、主である光臣との繋がりである水龍を奪った宗一郎と再戦するために籠屋敷に乗り込み、一触即発となるも間一髪で現れた光臣と真夜に止められる。宗一郎や光臣を先に進ませるために志鶴とともに足止めをした。この時、水龍を取り戻すことができるような話になっていたが、うやむやになっている。
現在は己の筋力のみでダーツを飛ばす力業だけに留まっている。籠屋敷での戦闘後は入院している様子。
宗一郎と同じく仮面ライダーマニアだが、平成ライダーのデザインも認める多数派。名に似合わず何事にも回りくどい言い方をする。
圓（まわり）
元々は、白兵部隊を率いていた一族。剣の頂点とされている。分家に円燕家があるが、宗魄と鉄人によって殺戮されている。
圓円（まわり まどか）
現当主。一人称は「私」「円」「アタシ」。両親を殺した仇である宗魄の傀儡術によって、宗魄を慕うように記憶を操作されていた。ボブ、五十鈴と戦い、瀕死の重傷を負わせるも、雅孝の援護により倒される（しかし、この時は術の影響と記憶の思い出が干渉し合いパワーダウンした）。
その後、亜夜の龍眼で術が解かれ宗魄と離別、以降は柔剣部の協力者となる。剣術の技量は真夜が息を呑むほどに高く、宗魄も覚醒状態の零毀が彼女の手に渡る事には留意している様子を見せていた。事実、彼女が零毀を振るった際には、赤羽の異能者が何人現れようとも無傷でそれら全てを切り捨てている。一方で剣を持っていない普段の彼女は、スナック菓子の袋口を満足に開けられない程に非力であった。
記憶を操作されていた頃は宗魄の事をパパと呼んでおり、「おつかい」が無事に終わったら結婚する予定だった。術が解けた後は、雅孝の見せた必死に自分を守る姿に惚れ込み、度々アプローチを仕掛けている。本人は雅孝に褒められると犬のように喜ぶものの、雅孝自身は彼女の好意に気づいていない。
実は中学生だが学校はサボっている様子。雅孝と宗一郎の戦いの後には統道学園に入学し、柔剣部の一員となる。雅孝の事を「雅君」と呼ぶようになった。
颯（つむじ）
元々は槍部隊を率いていた一族。特に「八楰」と呼ばれる8人の凄腕の槍使いを配下に置いていたため、「八楰槍の颯」との二つ名を持っていた。
颯又左（つむじ またざ）
現当主。颯又左は颯又左頼平と屍家の分家である首梟家の女との間に生まれた「赤白」の混血であり、首梟家の龍門である「龍爪」を持つ。癖毛で痩身。機械で構成される八本の義手に持たせた同じく8本の槍を自在に操る（彼はこれを以て「八楰槍（アーム）」と呼称する）。
性格および性癖は異常かつ残忍であり、自らに従わない高弟達を惨い方法で殺したり、兄を生かさず殺さずの状態で飼っている。また人を殺すことに罪悪感を持っていないらしく、実の親でさえも虫ケラの如く蔑んで扱う。しかし心のどこかでは父親に存在を認めて貰いたかった（頼平も息子をここまで追い込んでしまった事を悔やんでいた）ようで、義手が全て砕かれた後には龍爪と頼平から唯一教えられた颯槍術「一の突」で龍門を開いた宗一郎と戦った。
槍の欠片が右目に刺さっているが、これは8年前に兄を襲撃した際に持っていた槍を砕かれたもの。破片は脳にまで達しており、その影響で龍爪の力に目覚めた。普段はターバンで顔を隠す。頼平は再起不能と思っていたようだが、現在は義手を2本操り、腕を失った真貴子にも義手を与えて、リハビリを促し行動を共にしている（義手の出所は不明）。
宗一郎との戦いで右手を失った雅孝に義手を提供し、また自身も統道学園に入学。柔剣部の一員として活動するようになるが槍術のみに熟達していた事と機械に頼りきりだった事もあり、体術レベルはまだ低い様子。
颯又左頼平（つむじ またざ よりひら）
前当主。又左の父親。
従うことを拒否した「八楰」を拷問した上で火あぶりにして殺した又左を自分の手で殺そうとしていたが、卑怯な手を平然と使う又左に敗れる。又左により人殺し集団と化した以前の部下たちを前にその悲しみを聞き、自らの左眼を潰した。当主を引退した現在でも腕は衰えておらず、先祖伝来の名槍「水切丸」を手に、たった数合で真夜の刀を使いものにならなくしてしまった。
又左の件が終着後、暴走した宗一郎によって重傷を負った又左と宗一郎の暴走を止めるために残っている腕を失った真貴子を連れて行動している。
炬（かぎろい）
元々は、火砲隊を指揮していた一族。
炬鉄人（かぎろい てつひと）
髪型はソフトモヒカン。炬家の女性は約2千年間も先祖代々砂鉄を毎晩呑んできたが故に、その末裔である鉄人は能力に依らず文字通りに刃物を通さない鋼の肉体を持っている。
虎の暴走を止めた雅孝を賞賛し、円と雅孝の傷を龍掌によって一瞬で直した。そこから、龍拳を持っていると思われていたが、実は宗魄の指示で真貴子が龍拳によって喰らってきた異能を集めた左眼を移植しており、身体に50以上の異能の力を宿している。そのため、（宗魄によって施された金メッキであるとはいえ）「真の魔人」とも呼べる圧倒的な実力を有する。しかし、真夜戦にて唯一他人のものを移植された左目を突かれ、初めて味わった痛みと共に能力が暴走。それでも発動した零毀に太刀打ちできず、最期は同じく初めて体験した「死」の感覚を味わわせた真夜を賞賛しつつ死亡。宗魄の能力で肉体に留まっていた氣が消滅して一気に老人のような外見になった。
なお、鉄人は宗魄と同じく何百年も生きていて、前当頭の老人が鉄人とは別に登場していることから、現当主は他にいる可能性がある。
永い生の中で何等の恐れや痛み、そして生きる喜びや愛といった感情を抱いて来なかった点を指して宗魄から『戦いのメト』と通称された。
鰐（わに）
現代編では登場せず。
※10巻に「F」の6人の描写があり、その中に上記の五宗家ではない着物姿の人物が描かれている。

#### 赤羽六宗家
異能の力を持つ名家。
主に異能を駆使して闘い、白羽とは違い武器を主体に闘う事は稀である。
寵（かご）
高柳飛翔鳳凰十二神将赤羽衆筆頭でありながら、寵家当主は現在まで宗魄以外に存在していない。
分家に庚申の龍門を持つ六道家がある。
由来は「加護」。
寵宗魄浄雲（かご そうはく じょううん）
現当主。「焔龍の龍門」と呼ばれる能力を備える。蘇生能力の一種であり、龍門を回転させ氣の雲散を防いで死の時間を止める＝永遠の命を与える。宗魄自身は首を飛ばされたり失血死などもしたが、身体はそれほど重要では無いらしく自身の氣を留めている部分（眼球）があれば肉体を乗っ取って生きていけるという事らしい。武道界の黒幕と呼ばれるほど影響力は絶大で、普段は配下の鉄人や犬江、Fの面々に命令を下しており、自ら戦う事は稀（専ら何か術式を唱えている）なので戦闘能力はかなり謎。戦国歴史絵巻編においても彼は明智光秀や天海僧正として登場する。
戦国時代に、一葉の計略により死にかけたために左眼に魂を移し、猩の身体を奪ったおかげで他の身体に移る度に宗魄としての姿を保っていられる。しかし、そのためなのか、息子である宗一郎に「焔龍の龍門」は受け継がれていない。
二千年前から生きており、彼の回想から、父親は高柳の始祖であるスサ――『猛速き凄の王君』であることが分かる。未来を見通す龍眼を持つ妹の壱夜が苦手であり、ついには、死なないはずである自分の死を視た壱夜を強姦し、両眼をえぐり取った上で殺した。
現在は息子である宗一郎の右目に潜み「その時」を待っている。
凪（なぎ）
高柳飛翔鳳凰十二神将赤羽衆次席。十二宗家中唯一、分家を持たない。
殴った相手の龍門を奪い（喰う） 無尽蔵の太氣を収斂し供給する能力「龍拳」を持つ。
一葉の代よりはこの能力を使って「異能の力」を封ずる業を始めたため、「凶祓い」の一族とも呼ばれる。
由来は「蛇（ナギ）」。
凪宗一郎顕悟（なぎ そういちろう けんご）
凪宗一郎のこと。
生まれる前から「凄王」となるこの世の誰よりも重い荷と運命を背負っていた。
凪真貴子顕悟（なぎ まきこ けんご）
現当主。宗一郎の母にして、宗魄の妻。過去に宗魄の計画に利用され左目と左腕を失う。その後は各地を巡り「異能の力」を封ずる業を行っていた。九州の戦で暴走した宗一郎を龍拳を使い鎮めたが、百戦錬磨の彼女をもってしても宗一郎の卸した膨大な気は喰いきれず、残された右腕も失い再起不能となってしまう。
高柳ビルにて、「凄王」を生みだすために宗魄が発動させた結界により集まった莫大な外氣を喰らうことで、比呂彦のように氣で鎧と武器を作り出し、「凄王」のもとへ向かう。間一髪で、光臣を救い、さらに大量の外氣を取り込みそれを勾玉の龍門に注ぎ込むことで真夜を「天照」として蘇らせたが、取り込んだ外氣に身体が耐えられず、塵となって消え去った。
しかし、死んだ後に、壱夜により宗一郎の精神の中に送り込まれ、息子と夫に再会を果たした。
蛇（ナギ）
本名は不明。壱夜の守り人をしており、壱夜の眼を潰そうとした宗魄の指を切り落としている。
犬江の裏切りにより、壱夜を助けられなかった。
棗（なつめ）
森羅万象、あらゆる氣と同調する千里眼のような能力「龍眼」を持つ。棗家の人間全員が持ちうる訳では無く、現在の棗家においては、海馬の遺した3人の子供の内で慎と亜夜が龍眼を受け継ぎ、更にその力が最も色濃く出たのが慎だった。
分家に厭魅家がある。
由来は「奈の津眼」。
棗弾上慎（なつめ だんじょう しん）
棗慎。
幼い頃に、真夜の不注意で零毀に触れてしまう。その結果、龍眼が暴走し、精神が闇に捕らわれる事に。そういった中、唯一の光であった真夜に救いを求め、一見異常ともいえる執着をするようになる。
両親を殺害後、高柳の庇護を受けて一応当主ではあった。
棗弾上海馬（なつめ だんじょう かいま）
慎、真夜、亜夜の父親。慎の前の当主。
零毀によって精神的に病んだ慎を十二宗家の眼から遠ざけるために家から遠ざけようとしたが、真夜と離れることを嫌がった慎により妻とともに首を刎ねられ殺される。
亜夜の発言より、母親は棗家の人間である。
慎曰く、異能者として二流だったとの事だが、同時に自分よりも「先が見えてた」と称している。
棗弾上真夜（なつめ だんじょう まや）
両親と兄が死んだ今、現当主。
棗家の人間でありながら、龍眼を持たない。
棗弾上亜夜（なつめ だんじょう あや）
真夜が植物人間状態であったため、実質的な当主。
零毀に宿る"守護者"と零毀を持たずに感応している。
壱夜（いよ）
零毀に宿る"守護者"として亜夜の前に現れる女性。その現れた姿を円や千秋が亜夜の幽霊と間違えるほど、亜夜と似ている。
零毀に宿り、宗魄のことを教えるために亜夜の精神を戦国時代に連れていく。さらに、凄王と化した宗一郎の精神に柔剣部の面々を送り込んだ。
その正体は、高柳の始祖であるスサ――『猛速き凄の王君』と『天照す日ノ巫子』の娘。二千年前に生きていた宗魄の妹。
二千年前に、死を知らぬ宗魄の死を視たことによって、宗魄によって強姦され両眼をえぐり出された上で殺された。その影響が、宗一郎の精神体で宗魄を追いつめていた今に現れた。
常に裸で、零毀を持ち歩いている。
螢（ほたる）
対象の自己治癒力を極限まで引き出して怪我等を回復する能力「龍掌」を持つ。鰐と同じく、現当主は登場していない。
螢バァ（通称）
前当主。初老の女性。柔剣部の面々の怪我の治療に当たる。ヘビースモーカーで、口が悪いが、腕は確かな様子。
猩（しょうじょう）
いわゆる偽象（コピー）の能力を持つ。対象の外見、声、身体能力、氣の流れまで全て真似する事が出来るが、心得などまではコピーできないため、完璧に同じではなく多少劣化した能力となる。だが赤羽衆（特に宗家クラス）の人間がそばにいる時は「共振」という現象が起こり、劣化が少なくなる。共振する人間が多いほど、その度合いは増す。また、コピーした外見や能力を自分だけでは無く、他の人間に移す事も出来る。宗魄からは「猿真似の芸」と評された。
猩本家の徳庵が400年前に宗魄によって体を乗っ取られたため、一度は本流の血脈が断絶えてしまったが、猩の分家の一族が分家同士で結婚を繰り返すことで猩の血を濃くする掟を作り、力の弱さを補っていった。
分家に鍾馗の龍門を持つ狒狒家がある。
猩徳庵蜜色（しょうじょう とくあん みついろ）
現当主。素顔では一切表情を表せないので、普段は偽装した顔でいる。
比呂彦とはお互いに好き合っており、幼い頃には比呂彦と約束を交わしている。
光臣に扮し高柳ビルに乗り込んできた文七と戦うが敗れ、その後高柳ビル崩壊の際に比呂彦を助けるために駆けつけるが、犬江の部下によって刺し殺される。
屍（かばね）
この家系の人間には代々特別な気を感じる「嗅覚」が受け継がれる。
周囲の匂い（の微粒子）や埃に己の気を通して連結させ、自らの武装（剣、盾、鎧など）にして戦う。この能力で作った武器は気により自らと繋がっているため、手元から離しても形を保つことができる。また、匂いによる察知能力も暗器や心理を見通すほど高い。
分家に戮童家、「龍爪」の龍門を持つ首梟家がある。
屍妙雲比呂彦（かばね みょううん ひろひこ）
現当主。普段は穏やかな気性と明るさを見せる爽やかな少年だが、圧倒的な戦闘技術と戦略性の高さ、高レベルでの駆け引きなどをこなす実力者である。龍眼の力を扱い始めた亜夜ですら、本来の実力を隠した彼相手に引き分ける事しか出来なかった。亜夜曰く「氣の大きさだけならば炬鉄人と同等かそれ以上」で、異能最強クラスの能力者。また、妹の縫から力を借りることができ、「赤羽衆で最強」と評される力を出すことができる。
お役目として、宗一郎を阻み戦うが、その圧倒的な禍々しい力に劣勢を強いられ、ついには高柳ビル全質量を使った刀で、宗一郎（この時点ですでにほとんど宗魄に乗っ取られている）と半ば心中するかのように見えたが、現れた犬江によってそれもまた阻まれる。
宗魄と一つになった宗一郎が「凄王」となった後に、どうなったか描かれていないが、高柳ビルの件の後で遺体として病院に運ばれていた。しかし、宗一郎の「焰龍の龍門」によって生き返った。
屍縫（かばね　ぬい）
比呂彦の妹で瞼を縫い付けている。ブラコン気質で、猩を引き合いに出しては対抗している。
銃弾を薬莢に入ったままで撃ち出し、強力な一撃に変えることができる。比呂彦と合体することにより、力を分け与え銃器のようなものでサポートすることができる。宗一郎戦でも兄に力を貸したが、最終的には宗一郎に身体を引き裂かれてしまう。
高柳ビルの一件後、遺体として病院に運び込まれたが、比呂彦や蜜色と同様に生き返る。

### その他
高柳道現（たかやなぎ どうげん）
前高柳飛翔鳳凰武領総頭。長男の光臣にトップの座を奪われ、現在は一介のサラリーマンとして次男の雅孝と安アパート暮らし。専務との接待麻雀に追われる日々を過ごしている。しかし現在でも影響力は強く、当主の座を追われた後も赤白十二宗家旧当主たちとのパイプを活かして宗一郎の特訓に協力した。また、彼自身の計略は淡々と水面下で進行している。一葉の編み出した計画を見つけ出したのも彼である。
落ちぶれた現在でも武道の腕は健在で、OLを襲う悪漢たちを叩き伏せた事もあり、「妖怪オヤジ」の異名を持つ。2年振りに文七と再会した際には『卒業して教師になったか』とすっとボケた事を言っていたりもした。
虎瀉殷（フー・チェイン）
元々は光臣の武道の指南役として、道現に台湾より呼び寄せられた地龍のチャクラを持つ達人。人格的には腐った部分が多く、真夜を倒した後、大勢の男とともに真夜に暴行を加えた。慎の逆鱗に触れて2度殺されかけた。
その後、寵宗魄によって更なる「力」を授けられ、同時に宗魄の傀儡として操られるも雅孝と文七によって撃破される。その後、更に改造され計画の根本に関わる場所の守護者にされていたが、「天照」として覚醒した真夜の影響で崩壊した大結界の装置に潰された。
戦闘に敗北する度に改造された結果、最終的に上半身だけとなり、下半身の代わりに車輪が付けられている。
厭摩（えんま）
厭忌姉妹と共に赤羽の血を引く厭魅家を守る守護者の一人。厭魅家最後の生き残りである魍鬼を狙う「F」の一人・颯又左の急襲の際に拉致監禁される。
又左のサディスティックな性格を反映するかのような多数の性具による拷問は熾烈を極めた。襲撃の真の目的について厭摩は何も知らないことが分かった後も解放されず、又左の部下により拷問を受けるが、後に魍鬼により救出された。
なお、同門の厭忌姉妹は登場と同時に又左に虐殺された。
宗一郎との決戦に際しては雅孝に己の知る限りの「異能の力への対処法」を伝えた。
禿羅志鶴（かむら しづる）
風龍のチャクラを持つ少女。「飛叡旋刃功」の若き達人だったが、寵宗魄の思惑により宗一郎に風龍を奪われる。しばらく行動を共にした宗一郎に惚れている。拘束された際に下半身に何も身につけておらず、性的暴行を受けたことが示唆されている。
犬江新太夫典子（いぬえ しんだゆう のりこ）
飛翔鳳凰十二神将赤羽衆筆頭の補佐。相手の身体を自由に支配する「龍咆」の能力を持つ術師。宗魄を「赤羽の世を照らす昏き太陽」と奉り絶対的な忠誠を誓っており、遥か昔から宗魄の手足として暗躍し続けており、二千年前に宗魄が壱夜を殺害した際にも幼いながら蛇の足止めに能力を使っている。性格は高圧的で傲慢、残虐。見た目は若い女性だが、中学生である円からはオバさん呼ばわりされている。無免許。
宗一郎と比呂彦の戦いの際には部下を引き連れて馳せ参じ、ビルの崩壊から宗一郎を守るため能力を用いて高柳側の人員に宗一郎の周囲を強制的に支えさせるが、正気を取り戻した宗一郎に殴られ能力を奪われる。その際、殴られた衝撃で舌を強く噛み切断してしまった。
タクシー運転手（タクシーうんてんしゅ）
作中たびたび登場人物を乗せるタクシーの運転手。まったく無関係のはずだが物語の重要な局面に遭遇することが多い。基本的に無理やり止められ、無理やり乗り込まれ、高柳の黒ベンツの大軍に2回も追いかけられる。しかし、文七の生き様を見て、浮気のし放題だった妻との関係修復に成功。以降ラブラブ状態のようであるが、客に恵まれず、客は決まって血まみれかワケアリである。転勤してもこの不運は続く。現在は転職してファミリーレストランで働き始めたが、不幸と遭遇している。
なお、寵宗魄と凪真貴子が故郷から駆け落ちする回想場面でも、2人を見つめる列車の運転手として登場している。
同作者の別作品「魔人〜DEVIL〜」にも一コマだけ登場している。
繭壺の君（まゆつぼのきみ）
学園の異能者リスト23人の一人。籠家の分家である六道家の「庚申の龍門」を持ち、予備選で数多くの有力な部を脱落させる原因になった。第伍柔術部戦後、雅孝の裏当てにより体内の蟲がいなくなり無力化した。
菅野に「柔剣部の3人に〜」という言葉を告げるが、その後、亜夜、宗一郎に続く3人目は「アマテラスの龍門」を持っている真夜のことであると判明した。
六角雷花（ろっかく らいか）
今大会の予備戦の大会運営委員（審判）で、柔剣部担当。かなりのカメラ好きで、フンパツして買った最新式のカメラを首に掛けている。実際は高柳側の人間で、その眼で観たものを別の場所にいる人物に伝える能力を持っている（棗家の分家なのかどうかは不明）。
貧乳のため、亜夜や千秋を見てコンプレックスを抱く場面も。

### 戦国歴史絵巻編の人々
ここでは亜夜が龍眼で観た戦国時代の人々について紹介する。
棗 愛文（なつめ あや）
棗家当主。現在の亜夜とは違い、表面的にはわがまま放題で放蕩な悪女に見えるが、実は優しく強い心を持っている。「龍眼」の使い手で当時の零毀保有者。ただし愛文の龍眼は厭魅家と同様の虫を使った幻像と幻覚、また隠されたものを見通す（ただし、ある程度の物理的距離が近い必要がある）もののみのようである。
普段は龍眼によって自身の外見を20歳代前半の女性の姿に見せているが、実年齢は一葉と同じ9歳である。一葉に対しては特にツンデレ気味。
人を斬った事が無く、寵宗魄暗殺の際に一瞬の油断を突かれ、死亡する。
この時点で棗家は愛文しか登場していないのだが、9歳の愛文が子を残せるとは考えにくいため、棗家の血筋は愛文の兄弟姉妹が継承したと考えられる。
凪 一葉 顕悟（なぎ いちよう けんご）
高柳飛鳳凰十二神将赤羽衆次席、凪家当主。見かけは女童であるが、れっきとした男子。
わずか9歳ながら、戦術や戦闘に関しては荒神斎も認める程の非凡な才を見せる。
寵宗魄暗殺から十余年の月日を経て、死んだ愛文や屍に報いるべく、遂に戦国時代に終止符を打つ。その後は宗魄によって造られ残っていた国内の大結界の“一辺”の全てを潰して回り、役目を全て終えた後は猩と家康に別れを告げて龍拳の能力を封じて下野する予定だったが、猩の身体を乗っ取って復活した宗魄を目撃する。その後宗魄は十二宗家の会合で鎖国を進言するも、絶大な権力を握った宗魄を殺せば（鎖国せねば）日本が外国に蹂躙されることを理解していた一葉は手を出す事が出来ず、そして左眼以外の肉体を失った宗魄も一葉の能力を認め、それ以降互いに手を出せずに膠着状態となる。
その後は、世界中の異能の力を持つ者を目覚めさせ「乱」を起こそうとする宗魄の野望を阻止するため、異能の力全てを「龍拳」で消す「戦」を始める。今日、凪家が「凶払い」として異能を持つ者とそれを崇める者達に恐れられ、嫌悪されているのは、一葉のこの方針を彼の子孫達も代々実行してきたため。しかし400年後、三十二代目の当主である真貴子が宗魄に騙されて妻として与してしまった事で、顕悟と宗魄の計画は宗一郎を中心に衝突を迎える。
彼が発案、実行したこの「戦」は龍拳で異能の力を消すのみに留まらず、将来的に生まれてくる異能の力と、それを持った人間そのものを宗魄によって利用されないために「力」を消滅させるという極めて大局的な見地に立ったものであった。その全ては「乱」の起こらぬ平和な未来への希望と、宗魄暗殺に失敗し、後の世に禍根を残してしまった自分への断罪と贖罪、先に逝った愛文や屍、そして見殺しにしてしまった猩へ報いるためのものと考えられる。
屍 妙雲（かばね みょううん）
十年間浮世を離れていた、屍家当主。「座頭の市」と呼ばれ、10年前の「山」にて「お役目」で命を奪ってしまった者達の頭蓋骨を首飾りにし、供養している。
巨大な剣（金剛杵の形状）を複数出現させる能力を持ち、一般の侍とは比較にならない剣術を扱い、伊東一刀斎、小野次郎など剣豪をも斬殺している。が、寵目の結界とアマテラスの龍門によって力を封じられ、佐野主馬（柳生厳勝）によって殺害。死体は一葉達に更に援軍を呼び寄せさせるための餌として磔にされた。
猩 徳案（しょうじょう とくあん）
猩家当主。対象の姿、声、性格、そしてその者の持つ技術など全てをそっくりそのままコピーする能力を持つ。その能力で、天下一の剣豪として名高い小野次郎に成り代わり、徳川家に剣術指南役として潜入する。
柳生厳勝を倒した猩はその顔を小野へと作り変え、一生小野として生きていく事を命じた。それは屍の意志を継いだ、友人を思ってのある意味での「止め」であった。
宗魄暗殺後は天海僧正（当時の宗魄の名前）としての役目を担う。しかし、役目を終え城を去った一葉とすれ違いに、宗魄の復活のために来襲した犬江に右目を抉られ、宗魄の目を入れられる。そして、そのまま宗魄に体を乗っ取られる形になる。
能力を用いない本来の顔は、目元は見えないが長髪の黒髪で顎髭の生えた顔付きである。
兜 荒神斎（かぶと こうじんさい）
兜家当主。歴戦の軍師。宗魄暗殺という「裏」のお役目を後方から担う。
主上
当時の高柳家総頭。まだ若い青年ではあるが、宗魄によって民草の血が無惨に流される日本の姿を憂いている。若いが故か愛文のような艶めかしい女性に対してウブな面があり、また主体性に乏しいようで、宗魄の暴走を止められなかった＝鳳凰の一翼を燃やし捨て切る事が出来なかった事で、いつか日本の国そのものが焼き尽くされるかもしれないという可能性を遺す事となってしまった。
小野次郎（おの じろう）
元の名は「神子上典膳」（父方の姓）。一刀流剣術の祖、伊東一刀斎が愛弟子である。剣を志すものならば誰もが知る剣士。が、作中では剣にも飽き遊廓に溺れる浪人。寵宗魄暗殺の布石として愛文らに殺害され、猩により顔と能力を奪われる。
なお小野が「次郎」（次郎右衛門）と名乗って居たのは幼少期の頃（それも当時は神子上）であるが、作中では混乱を避けるため小野次郎で統一されている。
（史実の小野忠明についてはリンク先参照）
千姫（せんひめ）
生まれてまもなく人質として預けられた、徳川家康の孫娘。牢獄のような大坂城の中で、外を知ることなく育てられた。
「勾璃の巫女」と呼ばれ、あらゆる気を中和して無効化する能力、「アマテラスの龍門」を持つ歴史上二人目の人物。その力を宗魄によって無自覚に利用されていた。
また異能の力以外にも、天性で人の心を素直にさせる魅力も持ち得ており、宗魄でさえも千姫に対しては必要以上に多弁となり、戦に関する持論を展開し会話を楽しむ様子を見せていた。
大坂夏の陣では「自分は城で育ち城以外の世界を知らない」として夫、秀頼と運命を共にしようとしたが秀頼自身はそれを望まず、また天海（に成り代わっている猩）の手の者と秀頼の願いにより城から連れ出された。
（史実の千姫（天樹院）についてはリンク先参照）
柳生厳勝（やぎゅう よしかつ）
別名を新次郎。「剣聖」柳生石舟斎を父に持つ生粋の剣客。そしてその父をも超える剣の才能を備えるといわれる。
大坂城にて佐野主馬という名を名乗り案内役を務めているという風体だったが、実際は豊臣方によって雇われた用心棒であり、飛翔鳳凰十二神将の存在も知っていた。
柳生一門の者として剣の実力、洞察力は極めて高く、アマテラスの龍門で力を封じられた屍の頭に刀を突き立て殺害。続いて一葉、愛文、猩の大坂城襲撃に際しても冷静に対処して愛文の龍眼による撹乱を見破る。更には小野次郎の氣を持ち零毀を備えた猩をも剣術にて圧倒する。しかし止めを刺そうと仕掛ける際にて、戦闘中零毀で自分の氣を写し盗っていた猩に自身の流派である柳生新陰流の奥義、無刀取りを受け敗れる。
最期は雇われ用心棒である事を吐いて命乞いをしたが、殺されるのでは無く猩に姿を小野次郎に変えられ、一生を小野として生きていく事を命ぜられた。
史実の柳生厳勝は松永久秀配下として戦った多武峰衆徒との合戦の折に鉄砲によって撃たれ腰を負傷し、その後は下半身不随となって大和柳生に隠棲したとされる。
徳川家康（とくがわ いえやす）
この頃は豊臣政権下において五大老の一人であった。後の江戸幕府初代将軍。
大坂城にて宗魄の術によって操られ、異常な肥大化と肉欲の限りを尽くしていたが宗魄の（一時的な）死亡と同時に術が解けて正気を取り戻す。以降は天海に成り代わった猩と一葉と共に、こののち約300年に及ぶ平和の基礎たる江戸幕府を開幕した。
しかし下野する一葉を見送った矢先に犬江と鉄人の襲撃を受け、身体を縦に真っ二つに斬られ惨殺された。
（史実の徳川家康についてはリンク先参照）
真田幸村（さなだ ゆきむら）
戦国最後にして最強の武将。俵文七にそっくりであるが、彼の前世もしくは先祖なのかは不明。性格も文七にそっくりに剛胆で、部下の兵達からの信頼も厚い。しかし文七と違い童貞では無い。
わずか300騎にて徳川軍本陣に特攻、家康の首を落とす寸前まで行くものの、一葉によって刀を砕かれ断念。大坂城の最期――戦の世の終わりを愛文を思い起こし涙を流す一葉と共に見届ける。
（史実の真田信繁についてはリンク先参照）

## 用語
高柳家
古代から存在し、国内全ての武門の頂点として君臨する一族。現高柳飛翔鳳凰武領総頭は高柳光臣。
多くの経済活動、政治活動にも根深く干渉し莫大な財を成し遂げている企業体としての一面も持つが、それらは最強の異能者を抱える十二家「飛翔鳳凰十二神将」を従え、その管理、あるいは監視も行う目的に付随している。異能者に対する扱いは前総頭の道現と現総頭の光臣で大きく違っており、凪一葉の残した計画を両者それぞれの観点と目的のために利用している形となっている。
その成り立ちには神代の時代まで遡り、”我王紀士猛速凄乃男命”の息子であった“五十猛神”が祖であると思われる描写が登場しており（遡るとスサノオが祖ともなる）、五十猛神を補佐する立場として宗魄も関与していた事も判明している。スサノオの血筋そのものは受け継がれながらも、高柳の一族は決して異能者ではなく、普通の人間として十二家を束ね、その頂点に君臨し、それこそが存在意義を大きく強めている結果となっている。「高柳」の名は、いかなる嵐にも耐える"貴き柳の君"を意味する。
比呂彦はこの血筋から、三柱の神の最後の一人「月読」が目覚めると推測していたが、彼の予測通り、最終的に雅孝がその座を得る。
龍形氣功鍛針功（りゅうけいきこう たんしんこう）
いわゆる発勁と呼ばれる技。
つま先から生み出された円運動は力を蓄積しながら肉体上部へ加速し、やがて集約された回転力は氣によって針のように鍛えられ、円運動から直線運動になった際には凄まじいエネルギーとなる。それを大気を経由して対象に伝達させ、それをもって破壊する。
この技は本来、高柳家にのみ伝わる秘伝であるが、それを模倣した扱う事を可能にした経緯があるため、作中でも数人の使い手が存在する。また、光臣が扱うものは真伝とされる。
式刀零毀（ちょくとう れいき）
陰陽・呪禁・道教など等の呪式体系のすべてを封じ込めた呪的テクノロジーの結晶。持った人間の力に呼応する。伝えでは、人を1人殺める度に乱れ刃紋が一つ増えるとされている。作中初期に判明していた特性として「あらゆる気の無効化」を行うというもので、その出自は謎であった。
神代の頃から存在しており、天ノ照日巫子の娘にして宗魄の妹である奈津目壱与が、龍眼の力を用いて2000年先の未来を見透した彼女がチリを寄せ集めて創造した刀。壱与の母であった日巫子が持っていた凶魂の龍門の力（「アマテラスの龍門」）が、全て内包されている。更に戦国時代の末期には大阪城より脱した、二人目の「アマテラスの龍門」の持ち主であった千姫の力も封じ込まれた。
家命によって零毀の所持を託された真夜は、自身が異能の力を持たない無能力者故に自分を「この刀の鞘」と自嘲していたが、実際には刀身の鞘金自体が本当の鞘であり、真夜と鉄人の死闘の最中にそれが砕けた事で本来の姿となった。龍眼の持ち主と同調する事でその真価を発揮する刀ではあるが、前述した鞘が無くなり本来の零毀となった後は、龍眼を持たない他の優れた剣術家が扱っても赤羽衆をはじめとした異能者すら、容易に斬り裂く事が可能となる。
現代に天照として覚醒した真夜にその力を想いを託した事で役割を終え、作中終盤で再び元のチリへと還った。
真の武人（しんのぶじん）
全ての魔を祓うとされている存在。悠久の武の歴史の中で確認されているその唯一の存在は、武と破壊と死の神“我王紀士猛速凄乃男命”唯1人のみである。それは高柳と十二神将の祖であり、その1人の男から、日本の武と異能の力は分かれた。宗魄の目的は真の武の復活であり、凪家の持つ龍拳を利用してそれを果たそうとした。「三柱の神」の一柱である凄王（スサノオ）を指す。
天照（アマテラス）
神代より伝わる「三柱の神」の一人にして、後述の「アマテラスの龍門」を持つ資格者を指す「勾玉の巫子」。凄王と対となる最強の異能力者で、スサが唯一倒せなかった者こそ、全てを中和する龍門の持ち主"天照大神"であったという。その力は「あらゆる氣の中和」によって全ての異能の力を消し去るというもの。約1000年ごとに現れるとされ歴史上に現れたのは三人、作中で確認されているのは天照大神 ーー天照す日ノ巫子（天ノ照日巫子）、千姫、真夜のみである。
月読（ツクヨミ）
凪一葉の計画に必要な最後のピースで、天照、凄王に並ぶ三柱の最後の一人。ただし月読だけは最強の異能力者ではなく、人として最強の存在のみがその資格を有する事となる。人の運命を神ではなく人の力によって決める「天上と天下のはざまに棲みし者」。その本質は、月が闇を照らして人を助けるように、「誰か（凄王＝人・異能者を含む全ての存在）にとっての希望」である。
凶祓（まがばらい）
己の体に憑き物を呼び込み、魔となって魔を滅ぼす。古の昔から魔にも人にも恐れられた呪われた一族。
統道学園（とうどうがくえん）
正式名称は統合武術道高等学園。明治政府が幕藩体制の崩壊と共に消滅しつつあった武術の復興のため創設した統武塾が前身となっている。明治初期の創設時に旧各藩の御庭番・指南役・達人たちがなかば強制的に集められた。当時の各流派は派閥となり、今では部という形で存在する。現在の校長（師範総長）の名は鎌倉次郎 源平太。
天覧武會予備選（てんらんぶかいよびせん）
統道学園にて創立以来毎年開催されている、執行部メンバーを決定するための戦い。単に予備選と呼称されることが多い。各部より選ばれた5名ずつの代表者がトーナメント形式で対戦する。優勝した部が1年間の任期で執行部に任命される。戦い方に細かいルールは特になく、武器使用可、闇討ち可、対戦場所不定（準決勝以降は本堂）であり、「己の信義を以って、誇りをかけて戦うべし」との題目があるのみ。なお、優勝した部内から選出された者が執行部会長になる。
F（エフ）
白羽宗家の現当主が中心となった宗魄の手駒。戦闘に際しては武道の技能・異能の才と最新科学（現実より進んでいる）とを併用。登場当初では宗魄に命じられ光臣に協力していたが、実際には光臣の意向に反した形で宗魄が裏で支配が明らかになり協力関係は破綻。兜は戦闘不能、穹・圓は離反するなど、現時点では実質的に壊滅している。
共振（きょうしん）
潜在的に異能の力を持った者同士が近くにいると、お互いが共振し合い、異能の力を高めたり、あるいは異能の力に目覚める現象。相性の善し悪しも存在する。水の波紋のように共振は伝わり、人数が多ければそれだけ共振が広がる。
龍門（ちゃくら）
チャクラと呼ばれる、いわば超常現象的なもの。人間の頭部から順に陰部まで心中線上に7つ存在している。
この龍門は誰しもが持つ物だが、それとは別に赤羽六宗家には一つずつ、独自に龍門が存在する。
七龍
あらゆる人々の中に棲む木・火・土・金・水・風・空を司る7つの龍。「世界を構成する八番目の元素」とも言われている。7つの龍門の各名称に使用されている。瞑想・修行などによって、それぞれの龍が一定量の氣を喰らう事によって発動させる事が出来る。
虚空蔵霊龍
人体の頭頂部に存在する龍門。空の氣を司る。
金羅睺龍
人体の眉間に存在する龍門。金の氣を司る。
青輪木龍
人体の喉に存在する龍門。木の氣を司る。主に木の氣は樹木を刃に変える事が出来、例えば飾り布のようなものでも、元が樹木なら氣が通じ、刃と化す。劇中では主に真夜が使用していた。
緑輪風龍
人体の胸の辺りに存在する龍門。風の氣を司る。主に風の氣は脚の筋力を強化する。そのため、一跳びで数十メートル飛び上がったり、逆に数十メートルから着地しても無傷である。また、瞬発力も常人の数倍まで強化され、かなりのスピードで動ける。劇中では主に志鶴が使用していたが、現在は宗一郎に喰われている。
黄輪火龍
人体の鳩尾（みぞおち）に存在する龍門。火の氣を司る。全身いたるところから炎を出現させる力を持つ。
橙輪水龍
人体の臍（へそ）の辺りに存在する龍門。水の氣を司る。主に水を硬質化させ、鋼鉄並の強度を誇る矢へと変化させる事も出来る。水ならば例え血液でも変化させる事が出来る。劇中では主に撤仙が使用していたが、現在は宗一郎に喰われている。
赤輪土龍
人体の陰部に存在する龍門。原始の門。土の氣を司る。地電流のエネルギーを操る事が出来る。拳などに雷撃を纏い、それを利用した必殺技「赤帝龍功・轟雷箭疾歩（せきていりゅうこう・ごうらいせんしっぽ）」はコンクリートの橋を一撃で粉砕する程の威力を誇る。また、宗一郎が最初に目覚めた門でもあり、劇中では今のところ一番使用されている。超強力な力を与えるが、反面地に足が着かないと発動できないため、水中や河川（水中に足が入っても使用不可）では使用できない。
異能の力（いのうのちから）
俗に言う超能力。通常人間は上記の七龍以外に龍門は持たないが、例外的に8つ目の龍門を持つものを異能者と呼び、彼らの使う不思議な力を異能の力と呼ぶ。氣と無関係の力ではなく、常人が鍛錬で修得した方法・法則以外で氣を例外的に扱う力の事を指す。以下の専門用語は、その第八の龍門を駆使した異能の力の呼称である。
龍拳（りゅうけん）
赤羽六宗家凪家に伝わる龍門。相手の“氣”を吸収し、自分の力とする。
また、大気中の氣を己が物とする事も可能。基本的に、凶祓いはこの力を使い無限の氣を生み出す事が可能。
龍眼（りゅうがん）
赤羽六宗家棗家に伝わる龍門。“通常では見えぬ”モノを視る。しかし、その力には謎が多い。
発動中は大量の氣を消費するため、長時間発動する事は困難。
龍掌（りゅうしょう）
赤羽六宗家蛍家に伝わる龍門。相手の氣を喰う代償に自己治癒能力を極限まで引き出し、怪我を治す。
龍爪（りゅうそう）
赤羽六宗家屍の分家、首梟家に伝わる爪の龍門。その切れ味は凄まじく、樹木をなます切りにする程。
龍咆（りゅうほう）
かつては言霊と言われた操気術の一つ。大気の振動を媒介し氣を送り相手の脳内の氣と己の氣をリンクさせて肉体を直接支配する。
焔龍の龍門（こうりゅうのちゃくら）
赤羽六宗家籠家（宗魄）の龍門。龍門の回転させ肉体に氣をとどめることで、死を免れることが出来る。
庚申の龍門（こうしんのちゃくら）
赤羽六宗家籠の分家、六道家に伝わる龍門。相手の三尸（喉、肝臓、陰部）に己の氣を込めた蟲を寄生させ、寄生者を操ったり、（寄生者の）氣を全て絞り尽くし強大な力を出させる、外道兵術の一種。
アマテラスの龍門
特殊な龍門で、本来ならば右回りに廻る「氣」の力を、逆周りの力で相殺する、という能力である。このアマテラスの龍門の前では、あらゆる氣を使った技が無効になる。アマテラスの名は天照大神がこの能力を持っていたことに由来し、この龍門を有するものは勾玉状のあざが出来る。
宗魄はこれを利用し、籠目の結界によって千姫が有するアマテラスの龍門を逆回転、つまり赤羽の力を相殺ではなく相乗させる仕組みを作っており、凪一葉はこの力を、宗魄の運命の円環の"反転機"として作用させてスサノオの力を削ぐ計画を織り込んでいた。

## 書誌情報
- 大暮維人『天上天下』集英社〈ヤングジャンプ・コミックス〉、全22巻
  1. 1998年5月24日初版発行、ISBN 4-08-875656-8
  2. 1998年12月16日初版発行、ISBN 4-08-875741-6
  3. 1999年7月24日初版発行、ISBN 4-08-875808-0
  4. 2000年2月23日初版発行、ISBN 4-08-875886-2
  5. 2000年11月22日初版発行、ISBN 4-08-876097-2
  6. 2001年6月24日初版発行、ISBN 4-08-876174-X
  7. 2001年12月15日初版発行、ISBN 4-08-876253-3
  8. 2002年7月24日初版発行、ISBN 4-08-876326-2
  9. 2002年12月16日初版発行、ISBN 4-08-876387-4
  10. 2003年10月22日初版発行、ISBN 4-08-876519-2
  11. 2004年4月24日初版発行、ISBN 4-08-876601-6
  12. 2004年8月24日初版発行、ISBN 4-08-876668-7
  13. 2005年4月24日初版発行、ISBN 4-08-876792-6
  14. 2005年11月23日初版発行、ISBN 4-08-876875-2
  15. 2006年6月24日初版発行、ISBN 4-08-877104-4
  16. 2007年1月24日初版発行、ISBN 978-4-08-877209-7
  17. 2007年7月24日初版発行、ISBN 978-4-08-877305-6
  18. 2008年2月24日初版発行、ISBN 978-4-08-877407-7
  19. 2008年9月24日初版発行、ISBN 978-4-08-877516-6
  20. 2009年5月24日初版発行、ISBN 978-4-08-877655-2
  21. 2010年1月24日初版発行、ISBN 978-4-08-877797-9
  22. 2010年11月24日初版発行、ISBN 978-4-08-879068-8

## アニメ
2004年4月から9月にかけてテレビ朝日系の一部の地域で放送。2005年3月16日OVAとして『天上天下 ULTIMATE FIGHT』が発売。
2005年3月30日、過去編を再編集したDVD「天上天下 The Past Chapter」が発売。
原作にある残酷・流血・暴力表現が若干ソフトになっている他、性的な台詞や強姦描写も大幅にカットされ、別の言葉に差し替えられている場面がある。
- 単行本1巻で、亜夜が天然だったとはいえ、宗一郎と対峙している雅孝に対する暴言に気付いていない場面が、アニメではボブがその発言に対する顰蹙を買った表情が描かれている。
- 単行本1巻の雅孝の見た悪夢で言われた「ちんちん」「チ○ポ」発言がアニメではNGであり、「たかがこの程度で…」などに差し替えられている。
- 千秋がコインランドリーにてレイプされるシーンがカットされ、単に暴行されただけにとどまっている。

### 声の出演
- 凪宗一郎 - 保志総一朗
- 棗亜夜 - 茅原実里
- ボブ牧原 - 三木眞一郎
- 棗真夜 - 久川綾
- 高柳雅孝 - 関智一
- 菅野影定 - 近藤隆
- 高柳光臣 - 森川智之
- 俵文七 - 矢尾一樹
- 五十鈴絵美 - 寺田はるひ
- 神楽坂 - 真殿光昭
- 田上士郎 - 花輪英司
- 相良浩治 - 三宅健太
- 棗慎 - 池田秀一（10歳 - 時田光）
- 葛葉真魚 - 河原木志穂
- 鴻ノ池千秋 - 白石涼子
- 竜崎勤 - 浜田賢二

### スタッフ
- 原作 - 大暮維人 (oh!great)  集英社刊
- 監督 - 川瀬敏文
- 企画・エグゼクティブプロデューサー - 長澤隆之
- プロデューサー - 丸山正雄
- シリーズ構成 - 井上敏樹
- キャラクターデザイン・総作画監督 - 梅原隆弘
- 色彩設計 - 大野春恵
- 美術監督 - 金子英俊
- 編集 - 瀬山武司
- 音響監督 - 本田保則
- 音楽 - 岩崎文紀
- アニメーション制作 - マッドハウス
- 制作 - テレビ朝日、avex mode

### 主題歌
オープニングテーマ「Bomb A Head! V」（TVシリーズ・OVA共通）
作詞・歌 - m.c.A・T / 作曲 - 富樫明生 / 編曲 - DJ FUMIYA
エンディングテーマ「愛してね♥もっと」（TVシリーズ）
作詞 - C&F / 作曲 - FUMIHIKO / 編曲 - 安藤高弘 / 歌 - 嘉陽愛子
- 12話とOVAでは挿入歌として使用。テレビアニメ版の24話では作画が特別仕様になっていたが、DVD版の24話では通常の物に差し替えられた。

エンディングテーマ「負けない 〜一途バージョン〜」(OVA)
作詞 - 木本慶子 / 作曲・編曲 - 牧野信博 / 歌 - 茅原実里

### 各話リスト
| 話数                  | サブタイトル | 脚本       | 絵コンテ       | 演出       | 作画監督                     |
| TVシリーズ            | TVシリーズ   | TVシリーズ | TVシリーズ     | TVシリーズ | TVシリーズ                   |
| --------------------- | ------------ | ---------- | -------------- | ---------- | ---------------------------- |
| 1                     | 聖域         | 井上敏樹   | 川瀬敏文       | 木村隆一   | 梅原隆弘 KIM DONG JOON       |
| 2                     | 敗北         | 井上敏樹   | 駒井一也       | 駒井一也   | 梅原隆弘 KIM GI DU           |
| 3                     | 執行人       | 犬飼和彦   | そえたかずひろ | 有冨興二   | SHIN JOONG DUK SIM SANG IL   |
| 4                     | 疑念         | 犬飼和彦   | 新留俊哉       | 木村隆一   | KIM DONG JOON                |
| 5                     | 制裁         | 犬飼和彦   | 破慌汰         | 宮本幸裕   | 高橋昇                       |
| 6                     | 幻影         | 犬飼和彦   | 坂田純一       | 川村賢一   | KIM GI DU                    |
| 7                     | 撃破         | 犬飼和彦   | 片渕須直       | 土屋浩幸   | 青木真理子                   |
| 8                     | 龍眼         | 高橋ナツコ | 川村賢一       | 有冨興二   | SHIN JOONG DUK JANG KIL YONG |
| 9                     | 粛清         | 高橋ナツコ | 平塚住雄       | 増原光幸   | 日向正樹                     |
| 10                    | 記憶         | 犬飼和彦   | 古屋勝悟       | あきつ南   | KIM DONG JOON                |
| 11                    | 異能者       | 犬飼和彦   | 破慌汰         | 三宅綱太郎 | 高橋昇                       |
| 12                    | 暗黒         | 井上敏樹   | 駒井一也       | 駒井一也   | KIM GI DU                    |
| 13                    | 魔刀         | 犬飼和彦   | 片渕須直       | 土屋浩幸   | 青木真理子                   |
| 14                    | 業火         | 犬飼和彦   | そえたかずひろ | 有冨興二   | SHIN JOONG DUK JANG KIL YONG |
| 15                    | 陰陽         | 犬飼和彦   | 太田雅彦       | 鹿島典夫   | 藤井真澄 權允姫              |
| 16                    | 帰結         | 石橋大助   | 平塚住雄       | あきつ南   | KIM DONG JOON                |
| 17                    | 真意         | 石橋大助   | 破慌汰         | 三宅綱太郎 | 高橋昇                       |
| 18                    | 共鳴         | 犬飼和彦   | そえたかずひろ | 花井信也   | 日向正樹                     |
| 19                    | 起動         | 犬飼和彦   | あきつ南       | あきつ南   | KIM GI DU                    |
| 20                    | 謀略         | 石橋大助   | 片渕須直       | 増原光幸   | KIM DONG JOON 渡辺和夫       |
| 21                    | 暴発         | 石橋大助   | 前澤雅彦       | 鎌仲史陽   | 青木真理子                   |
| 22                    | 決意         | 犬飼和彦   | 平塚住雄       | 有冨興二   | SHIN JOONG DUK KIM DONG JOON |
| 23                    | 呪縛         | 犬飼和彦   | 破慌汰         | 三宅綱太郎 | 高橋昇                       |
| 24                    | 流転         | 犬飼和彦   | 駒井一也       | 駒井一也   | 梅原隆弘                     |
| OVA「ULTIMATE FIGHT」 |              |            |                |            |                              |
| 1                     | 前編「龍拳」 | 犬飼和彦   | そえたかずひろ | あきつ南   | KIM DONG JOON                |
| 2                     | 後編「萌芽」 | 犬飼和彦   | 川瀬敏文       | 川村賢一   | KIM GI DU                    |

### 放送局
| 放送期間（または、放送体制） | 放送時間                     | 放送局         | 対象地域   | 備考   |
| ---------------------------- | ---------------------------- | -------------- | ---------- | ------ |
| 2004年4月 - 9月              | 金曜 2:42 - 3:12（木曜深夜） | テレビ朝日     | 関東広域圏 | 製作局 |
| 遅れネット                   | 火曜 1:16 - 1:46（月曜深夜） | 秋田朝日放送   | 秋田県     |        |
|                              | 木曜 1:31 - 2:01（水曜深夜） | 長野朝日放送   | 長野県     |        |
|                              | 金曜 1:46 - 2:16（木曜深夜） | 北陸朝日放送   | 石川県     |        |
|                              | 木曜 3:08 - 3:38（水曜深夜） | 名古屋テレビ   | 中京広域圏 |        |
|                              | 水曜 2:51 - 3:21（火曜深夜） | 朝日放送       | 近畿広域圏 |        |
|                              | 木曜 2:16 - 2:46（水曜深夜） | 山口朝日放送   | 山口県     |        |
|                              | 月曜 1:55 - 2:25（日曜深夜） | 愛媛朝日テレビ | 愛媛県     |        |
|                              | 木曜 0:46 - 1:16（水曜深夜） | 長崎文化放送   | 長崎県     |        |
|                              | 日曜 1:55 - 2:25（土曜深夜） | 大分朝日放送   | 大分県     |        |

| テレビ朝日 金曜2:42枠                          | テレビ朝日 金曜2:42枠        | テレビ朝日 金曜2:42枠                                                                                 |
| 前番組                                         | 番組名                       | 次番組                                                                                                |
| ---------------------------------------------- | ---------------------------- | --- |
| 探偵!ナイトスクープ （2003年10月 - 2004年3月） | 天上天下 （2004年4月 - 9月） | ベストヒットUSA 2004 （2004年10月‐2005年3月、26:37～27:32） 2005年4月からは27:40～28:35に放送時間変更 |